# Анаба (област)

Анаба (на арабски: ولاية عنابة) е област на Алжир. Населението ѝ е 609 499 жители (по данни от април 2008 г.), а площта 1439 кв. км. Намира се в часова зона UTC+01. Телефонният ѝ код е +213 (0) 38. Административен център е Анаба.